# Arjen Sevenster

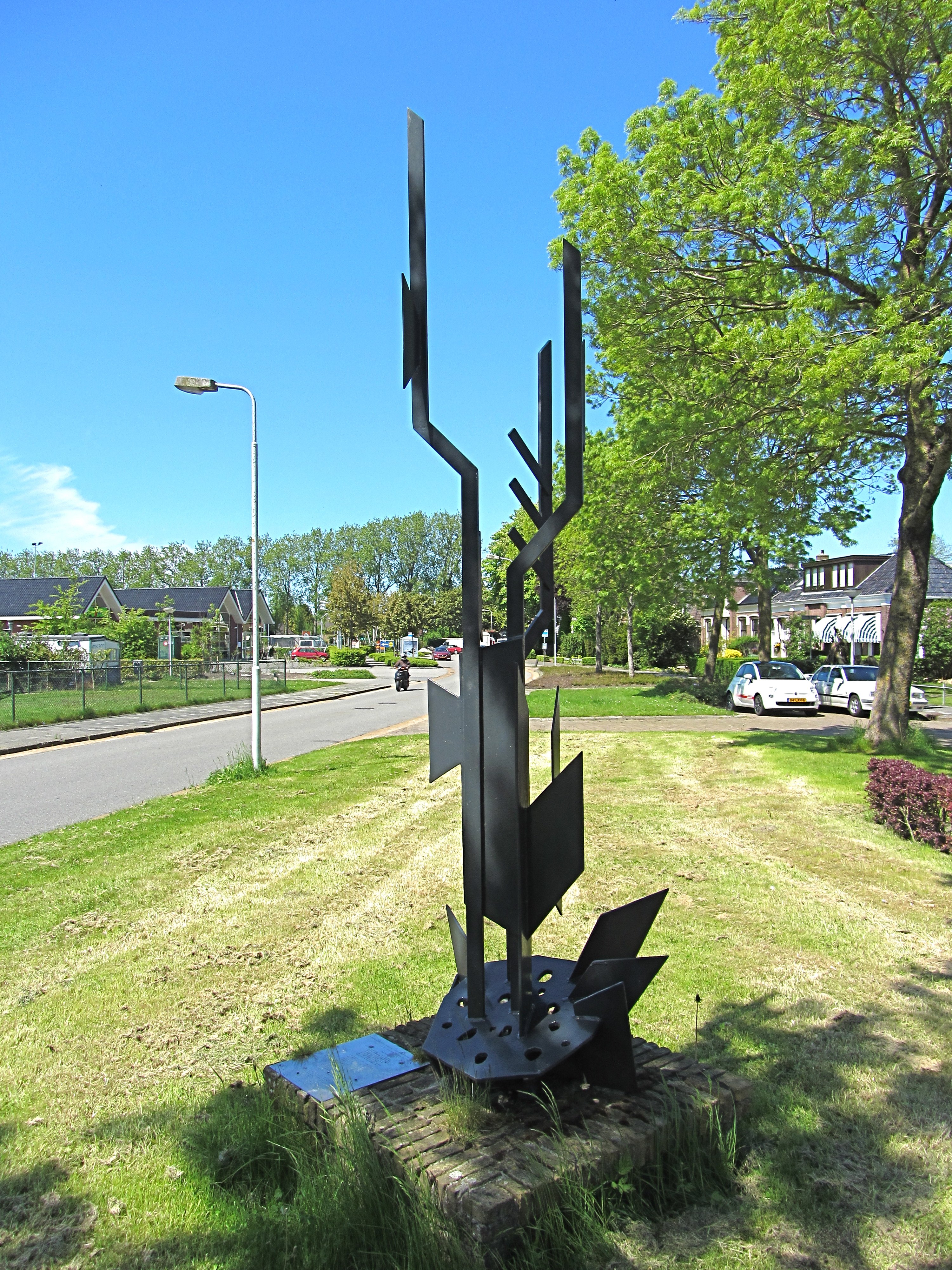
Monument voor Arjen Sevenster

Arjen Sevenster (Stiens, 19 februari 1881 – Sint Annaparochie, 25 juli 1973) was een Nederlands landbouwer en landhervormer.

## Leven en werk
Arjen Sevenster werd geboren in een landbouwersgezin, als zoon van Sybe Sevenster (1840-1886) en Petronella Maria Hommema (1845-1916). Hij groeide op in Sint Annaparochie. Hij kwam er geregeld bij Johannes Kuiken over de vloer en kwam daar in aanraking met ideeën over onder andere landhervorming en drankbestrijding. Hij trouwde in 1904 met Dieuwke Hoitsma (1879-1961), uit dit huwelijk werden vijf kinderen geboren.
Sevenster was medeoprichter van de Friesch-Groningsche Coöperatieve Beetwortelsuikerfabriek in Groningen (1913) en medeoprichter en bestuurslid van de Eerste Nederlandsche Coöperatieve Kunstmest-Fabriek in Zuidhorn (1916). Hij was een fervent geoïst, aanhanger van ideeën van de Amerikaanse econoom Henry George. Hij was tegen een particuliere monopolie van grondbezit, dat hij onrechtvaardig en inefficiënt vond. Op zijn boerderij De Maatschap in Wier bracht Sevenster vanaf 1920 zijn idealen in de praktijk. Hij ontving als bedrijfsleider een loon dat gelijkwaardig was aan dat van de medewerkers, bovendien hadden zij inspraak, deelden zij in de winst (niet in verlies) en zorgde Sevenster onder meer voor loondoorbetaling bij ziekte. Hij deed de maatschap in 1938 over aan zijn zoon en publiceerde in 1947 een brochure over de ideeën achter het bedrijf.
Politieke aspiraties
Sevenster werd lid van de Grondpartij (Lijst Stoffel), een landelijke politieke partij die streefde naar nationalisatie van particulier grondbezit. Hij was voorzitter van de Friese afdeling en adviserend lid van het landelijk bestuur (1924-1926). Sevenster was kandidaat voor de partij bij de Tweede Kamerverkiezingen 1922 en lijsttrekker bij de Tweede Kamerverkiezingen 1925. De partij had weinig succes en werd in 1926 opgeheven. In datzelfde jaar werd de Bond tot Hervorming van den Grondeigendom opgericht, onder voorzitterschap van Daniël de Clercq. Sevenster en Kuiken sloten zich bij de bond aan. In de periode 1926-1931 was hij bestuurslid van de bond.
Op initiatief van voormalig SP-leider Harm Kolthek werd in 1931 in Groningen de geoïstische partij Recht en Vrijheid opgericht. Sevenster was kandidaat voor de partij bij de Tweede Kamerverkiezingen 1933. Hij werd in 1934 voorzitter van de nieuw opgerichte Friese afdeling. Hij was daarnaast vicesecretaris van het landelijk bestuur (1937-1941) en had leiding over de Henry Georgeschool (1938-1941), het scholingsinstituut van Recht en Vrijheid in Sint Annaparochie. In 1941 werd de partij op last van de bezetter ontbonden.
Sevenster droeg zijn idealen uit via lezingen, als redacteur van Ons Erfdeel (het orgaan van Recht en Vrijheid) en als schrijver van een aantal brochures. Hij publiceerde in het Nederlands en het Fries. Eind 1963 bezocht Boer Koekoek Sint-Annaparochie, hij was eerder dat jaar tot Tweede Kamerlid verkozen. In zijn rede sprak Koekoek onder meer over het mogelijk afschaffen van de grondbelasting. De 82-jarige Sevenster uitte fel protest tegen Koekoeks verhaal. Hij was juist voor verhoging van de grondbelasting, dat zou tot gevolg hebben dat de grondprijzen daalden en kleine boeren de kans kregen om grond te kopen kopen. Koekoek maakte hem daarop uit voor 'communist'.
Arjen Sevenster overleed op 92-jarige leeftijd. De familie omschreef hem in het overlijdensbericht als "strijder voor gerechtigheid en vrijheid". Op initiatief van zijn zoon Siebe werd in 1975 in Sevensters geboorteplaats Stiens een stalen monument opgericht, gemaakt door Jerre Hakse.

## Publicaties
- Landbouw en maatschappij. Sint Annaparochie, 1922.
- De nood van onzen tijd en het middel tot verbetering. Sint Annaparochie, 1922.
- Grond en geld. Sint Annaparochie, 1925.
- De roovers van het vrije ruilverkeer. z.pl., 1929.
- Een nieuw boek. Professor Bordewijk en de Georgisten. Groningen, 1936.
- Het vraagstuk van den grond. HET sociale vraagstuk. Sint Annaparochie, 1947.